# Ричард, Айвор
Айвор Сьюард Ричард, барон Ричард (англ. Ivor Seward Richard, Baron Richard; 30 мая 1932, Кардифф — 18 марта 2018, Ламбет) — британский политик (Лейбористская партия), юрист и дипломат; депутат Палаты общин (1964—1974), постоянный представитель Великобритании при ООН (1974—1979), европейский комиссар (1981—1985), лидер Палаты лордов (1997—1998).

## Биография

### Ранние годы и образование
Окончил Пембрук-колледж, Оксфорд (право). С 1955 — барристер, в 1971 получил звание королевского адвоката (QC).

### Парламентская карьера
На всеобщих выборах 1964 года избран депутатом Палаты общин от округа Баронс-Корт; переизбирался в 1966 и 1970 гг. В 1969—1970 гг. — парламентский заместитель министра по делам армии в кабинете Гарольда Вильсона.

### Постоянный представитель при ООН (1974—1979)
В 1974 году назначен постоянным представителем Великобритании при ООН; в этой роли участвовал в переговорах по Ближнему Востоку и председательствовал на Женевской конференции по Родезии (1976).

### Европейская комиссия (1981—1985)
В 1981—1985 гг. был европейским комиссаром по вопросам занятости и социальной политики (Комиссия Гастона Торна). Архивы его кабинета доступны в Исторических архивах ЕС. 

### Палата лордов
В 1990 году был возведён в пожизненные пэры и вступил в Палату лордов; с 1992 по 1997 гг. — лидер оппозиции в Палате лордов; в 1997—1998 гг. — лидер Палаты лордов и лорд-хранитель Малой печати в кабинете Тони Блэра.

### Комиссия Ричарда
В 2002—2004 гг. председатель Комиссии Ричарда по расширению полномочий Национальной ассамблеи Уэльса; финальный отчёт опубликован 31 марта 2004 г. (рекомендации по наделению Ассамблеи полномочиями первичного законодательства по ряду вопросов).

### Смерть
Скончался 18 марта 2018 года в возрасте 85 лет.